# Microthereva argentiventris
Microthereva argentiventris är en tvåvingeart som beskrevs av Malloch 1932. Microthereva argentiventris ingår i släktet Microthereva och familjen stilettflugor. Inga underarter finns listade i Catalogue of Life.